# Scarp
Scarp est une île inhabitée du Royaume-Uni située en Écosse.

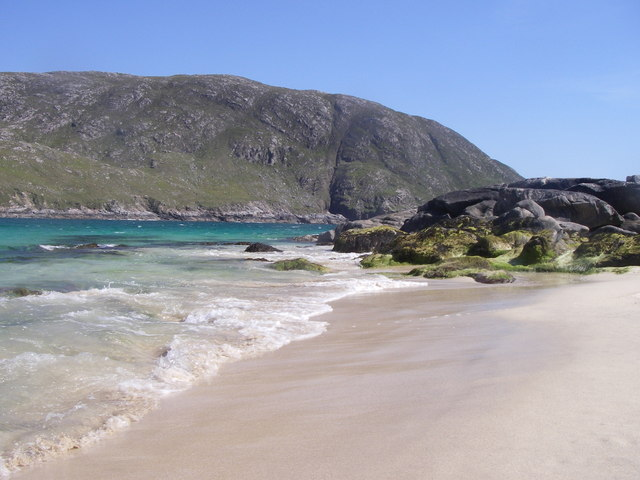
Plage sur Scarp.

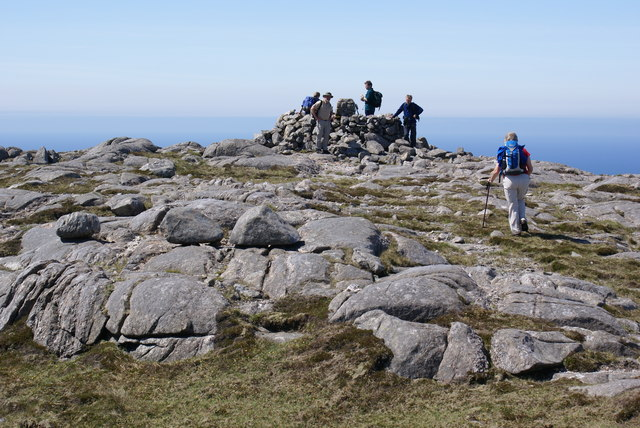
Randonneurs sur le Sron Romul, point culminant de Scarp.